# Postigo de la Torre del Agua (Sevilla)

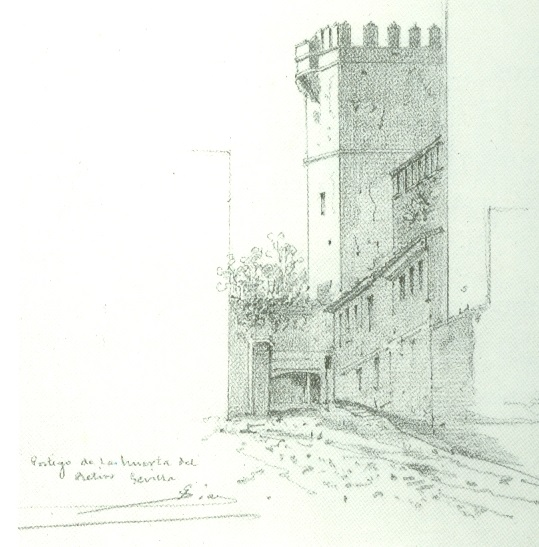
Gumersindo Díaz, Huerta del Retiro ca. 1865. Véase el Postigo del Álcazar de Sevilla y la Torre del Agua de la muralla del Real Alcázar de Sevilla. Sevilla, Calle Judería, Archivo de la Comisión de Monumentos Históricos y Artísticos de la Provincial de Sevilla

El postigo de la Torre del Agua (también llamada Torre del Enlace), ha sido conocido como «postigo del Alcázar» o «postigo de la Huerta del Retiro del Alcázar». El postigo es una arquitectura de origen almohade (siglo XII) situada en la actual calle Judería, la cual fue antepuesta por los almohades a la torre-puerta califal. 

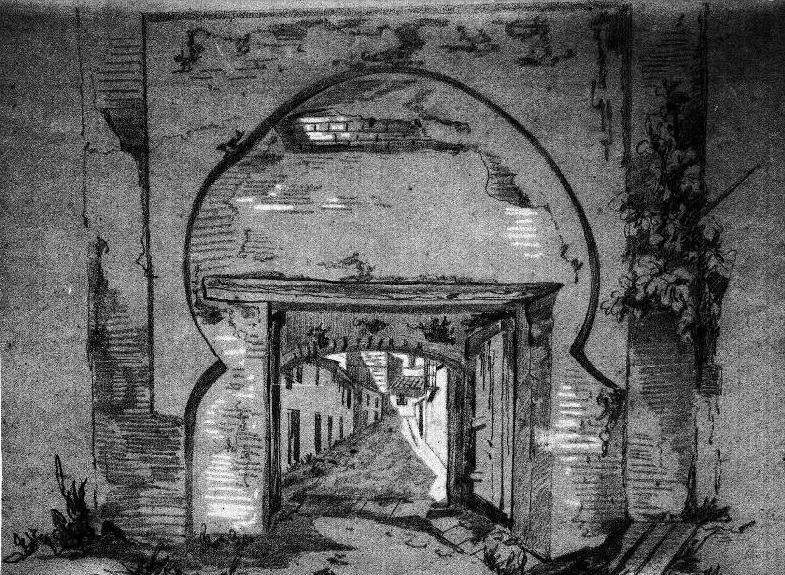
Gumersindo Díaz, Puerta de la Huerta del Retiro, ca. 1865. Arquitectura almohade del siglo XII. Puerta medieval de la muralla de Sevilla. Archivo de la Comisión de Monumentos Históricos y Artísticos de la Provincial de Sevilla

El postigo del Alcázar estaba protegido, por el exterior,  por el matacán de la Torre del Agua, y era la salida de la ciudad, la misma que usaban los emires con el fin de acudir a la residencia rural ajardinada de la Buhayra, por tanto constituyó una salida urbana y también un acceso al inmediato Alcázar. 
Su naturaleza como salida de la ciudad quedó interrumpida en 1619, cuando las tierras de labor del exterior dedicadas al cultivo de la cebada, pertenecientes al Alcázar de Sevilla,  fueron cercadas como huerta. En la historia urbana de la ciudad, constituye la puerta de la muralla de fortificación de Sevilla que ha tenido menos alteraciones  a lo largo de su existencia.